# Parafia św. Stanisława BM w Rabie Wyżnej
Parafia Świętego Stanisława Biskupa i Męczennika w Rabie Wyżnej – parafia rzymskokatolicka należąca do dekanatu Rabka archidiecezji krakowskiej. 

## Historia
Nie znamy dokładnej daty erygowania parafii. Pierwszy kościół zbudowano w XVI wieku, a wierni z Raby Wyżnej należeli do parafii w Rabce. 
Potwierdzono istnienie osobnej parafii w XVII wieku (1618). Należeli do niej wierni z Bielanki, Rokicin, Sieniawy oraz połowy Spytkowic (do 1758 roku). Wybudowano wtedy nowy kościół konsekrowany w 1668 roku. Kościół rozbudowano w XIX wieku. 
W 1847 roku założono nowy cmentarz.
W 1983 roku powstała samodzielna parafia w Sieniawie, a w 1989 w Rokicinach Podhalańskich.

## Proboszczowie
- ks. Antoni Zuziak (1995–2019)[2]
- ks. Dariusz Ostrowski (od 2019)[2].